# The Real Thing in Cowboys
The Real Thing in Cowboys is een Amerikaanse western uit 1914. De stomme film is waarschijnlijk verloren gegaan.
Acteur Tom Mix was bijzonder druk in 1914: hij maakte dat jaar liefst 54 films.

## Verhaal
Wallace Carey (Tom Mix), een rijke Amerikaan uit het oosten, is wanhopig verliefd op Elsie Mitchell (Goldie Colwell). Zij ziet hem echter totaal niet staan: Elsie droomt er namelijk van om met een heuse cowboy uit het Wilde Westen te trouwen. De serieuze Wallace voldoet daar in alles niet aan. Ondertussen gaat Elsie naar het westen om vrienden te bezoeken en hij besluit achter haar aan te gaan. Maar dan niet als zichzelf: hij beweert zijn fortuin te hebben verloren en gaat op dezelfde ranch werken als waar zij zit. Wallace leert al snel een stoere cowboy te worden en wint het respect van de anderen. Elsie realiseert zich dat Wallace best een goede cowboy is en stemt ermee in met hem te trouwen. Vervolgens geeft hij toe helemaal niet zijn fortuin te hebben verloren.

## Rolverdeling
| Acteur         | Personage      |
| -------------- | -------------- |
| Tom Mix        | Wallace Carey  |
| Goldie Colwell | Elsie Mitchell |
| Anna Townsend  | Mrs. Mitchell  |
| Old Blue       | Het paard      |